# Double Island (Queensland)
Double Island är en ö i Australien.   Den ligger i delstaten Queensland, i den nordöstra delen av landet, 2 100 km norr om huvudstaden Canberra. Arean är 0,31 kvadratkilometer.
Terrängen på Double Island är platt. Öns högsta punkt är 59 meter över havet. Den sträcker sig 0,6 kilometer i nord-sydlig riktning, och 1,1 kilometer i öst-västlig riktning.